# Sergia (Konkowa)
Sergia, imię świeckie Aleksandra Gieorgijewna Konkowa (ur. 26 maja 1946 w Zagorsku) – rosyjska mniszka prawosławna, przełożona monasteru Trójcy Świętej i św. Serafina z Sarowa w Diwiejewie, największego żeńskiego klasztoru stauropigialnego w Rosyjskim Kościele Prawosławnym.
Ukończyła studia medyczne (specjalizacja: stomatologia) w Moskwie w 1969. Przez dwanaście lat pracowała w zawodzie w Aleksandrowie. Następnie wstąpiła jako posłusznica do monasteru Trójcy Świętej i św. Sergiusza z Radoneża w Rydze, gdzie w 1982 złożyła śluby w riasofor, zaś 20 grudnia 1984 – wieczyste śluby mnisze z imieniem Sergia, na cześć św. Sergiusza z Radoneża. Wkrótce później została dziekanką pustelni Przemienienia Pańskiego, filii monasteru w Rydze. W 1991 została pierwszą przełożoną reaktywowanego monasteru Trójcy Świętej i św. Serafina z Sarowa w Diwiejewie. 17 listopada 1991 metropolita niżnonowogrodzki i arzamaski Mikołaj podniósł ją do godności igumeni. W okresie kierowania przez nią wspólnotą miała miejsce odbudowa kompleksu budynków sakralnych i mieszkalnych monasteru w Diwiejewie, zaś liczba mniszek wzrosła w ciągu dwudziestu lat z trzech do ponad pięciuset.